# Bernd Werscheck
Bernd Werscheck (* 27. Februar 1961 in Hildesheim) ist ein deutscher Volleyball- und Beachvolleyball-Trainer und Lehrer.

## Karriere
Werscheck begann seine Karriere 1990 als Jugend-Bundestrainer. Anschließend trainierte von 1993 bis 1999 die Jugendmannschaften des Frauen-Bundesligisten TV Creglingen. Im Jahr 2000 hatte Werscheck sein erstes Engagement beim Dürener TV, wo er als Co-Trainer mit dem Kanadier Keith Hansen arbeitete. Mit diesem Duo erreichte der DTV den dritten Rang in der Bundesliga und das Endspiel im DVV-Pokal. 2001 wechselte Werscheck zum Ligakonkurrenten VC Eintracht Mendig. Allerdings wurde er dort nach einem sportlichen Fehlstart wieder entlassen. Zur Saison 2002/03 kehrte er zurück zu evivo Düren und übernahm die Rolle des Cheftrainers. Zwei Jahre später wurde Düren erstmals in seiner Vereinsgeschichte deutscher Vizemeister. In der folgenden Saison spielte Werschecks Mannschaft in der Champions League und konnte den Einzug ins Playoff-Finale der Bundesliga wiederholen. Der erfolgreiche Trainer wechselte im Sommer 2006 die Funktion bei evivo und wurde Sportdirektor. Bei den Universiaden 2007 in Bangkok und 2009 in Belgrad betreute er jeweils die deutsche Studenten-Nationalmannschaft. Außerdem war er Trainer der deutschen Mannschaft, die in der Europaliga 2008 den vierten Platz belegte. In der Saison 2010/11 wurde Werscheck mit Mendig Meister der zweiten Liga Süd. Der Verein aus der Vulkaneifel, bei dem auch Werschecks Sohn Tom-Julius spielte, verzichtete auf den Aufstieg und erreichte 2012 nur noch den zehnten Platz, worauf Werscheck den VC Mendig im Mai verließ 2012 wurde Werscheck Trainer der Drittliga-Frauen von SSF Fortuna Bonn. 2014 verpflichtete der Männer-Zweitligist TSG Solingen Volleys ihn als neuen Trainer. Dort arbeitete er zusammen mit dem Co-Trainer Oliver Gies; Zuspieler des Teams war sein Sohn Tom Julius Werscheck. Mit Solingen schaffte der Trainer 2016 mit nur einer Niederlage in der Saison den Aufstieg in die Bundesliga. Nach diesem Erfolg verließ er den Verein jedoch, weil die Beanspruchung in der ersten Liga nicht mit seinen Aktivitäten im Beachvolleyball vereinbar waren. 2017 wurde Werscheck Trainer des Frauen-Zweitligisten VC Neuwied 77. Mit dem Verein wurde er in der ersten Saison Sechster, bevor Neuwied sich in der Saison 2018/19 auf den dritten Platz steigerte. Ende Juli 2019 erklärte Werscheck wegen Differenzen mit der Vereinsführung jedoch seinen Rücktritt.
Parallel zu seinen Aktivitäten in der Halle ist Werscheck seit vielen Jahren im Beachvolleyball aktiv. Im März 2002 wurde er Trainer des Duos Susanne Lahme / Danja Müsch, das beim olympischen Turnier 2004 das Achtelfinale erreichte. 2010 betreute er Angelina Grün und Rieke Brink-Abeler, ehe er im folgenden Jahr die Beachvolleyballer zur Universiade nach Peking begleitete. Zuerst in Düren und mittlerweile in Jülich organisiert er als Turnierdirektor jedes Jahr den DKB Beach Cup, zu dem neben den Schüler- und Hobby-Wettbewerben immer ein Profi-Turnier gehört. 2011 fand die Veranstaltung zum zehnten Mal statt. Derzeit wird sie als westdeutsche Meisterschaft ausgetragen. In seinem Projekt „Beachplus“ fördert Werscheck den Nachwuchs mit Trainingscamps. Seit 2017 trainiert er die Zwillingsschwestern Lena und Sarah Overländer.
Außerdem war Bernd Werscheck als Sportlehrer am Städtischen Gymnasium Rheinbach und am Werner-Heisenberg-Gymnasium Neuwied tätig.